# Pandamonium
Pandamonium war eine Zeichentrickserie, die 1982 in den USA produziert wurde. In Deutschland wurde sie in den 1980er Jahren in der ARD-Sendung „Die Trickfilmschau“ und 1993 beim Sender RTL II in der Kindersendung „Vampy“ gezeigt.

## Inhalt
Als der böse Magier Mondraggor die Pyramide der Macht stehlen will, die ihm eine unglaubliche Macht verleihen würde, zerbricht diese in mehrere Stücke, die auf der ganzen Welt verteilt wurden. Peter beobachtet dies mit einem Teleskop und macht sich mit seiner Schwester Peggy auf den Weg, die Stücke zu suchen. Am Anfang ihrer Reise treffen sie drei sprechende Pandabären, welche die Fähigkeit haben, sich zu einem großen Panda namens Poppapanda zu vereinen und so ihre Kraft zu bündeln. In jeder Folge startet ein Rennen um die Pyramidenstücke zwischen Mondraggor und Peter, Peggy und den drei Pandabären unterstützt werden.
Mondraggor versucht mit allen ihm zur Verfügung stehenden Mitteln, vor den anderen die Stücke der Pyramide für sich zu gewinnen. Dazu hypnotisiert er unter anderem andere Menschen, die ihm dann dabei helfen. Hypnose spielt eine wichtige Rolle bei Mondraggors Waffen gegen seine Widersacher da er seine anderen Kräfte auf der Erde nicht einsetzen kann.
In der letzten Folge gelingt es den Geschwistern, gemeinsam mit den Pandabären das letzte Stück zu finden und die Pyramide zusammenzusetzen. Damit ist Mondraggor besiegt.

## Synchronisation
| Rolle        | englischer Sprecher |
| ------------ | ------------------- |
| Algernon     | Walker Edmiston     |
| Peggy        | Katie Leigh         |
| Amanda Panda | Julie McWhirter     |
| Timothy      | Cliff Norton        |
| Peter        | Neil Ross           |
| Chesty       | Jesse White         |
| Mondraggor   | William Woodson     |